# بني مليح
قرى وادي زيد تتبع مركز وادي زيد، محافظة النماص في منطقة عسير في جنوب غرب السعودية.